# Ranavalona III
Ranavalona III (Amparibe, 22 de novembro de 1861 - Argel, 23 de maio de 1917) foi a última soberana do Reino de Madagascar. Seu reinado foi marcado pelos contínuos e infrutíferos esforços de resistência aos projetos coloniais do governo francês. Quando jovem, ela foi selecionada entre várias Andrianas e qualificada para suceder a rainha Ranavalona II após sua morte. Assim como fizeram suas duas antecessoras, Ranavalona casou-se por conveniência política com um membro da elite Hova que, desempenhando as funções de primeiro ministro, foi quem de fato governou o reino durante esse período. Tentando impedir a invasão e colonização francesas, Ranavalona procurou fortalecer as relações comerciais e diplomáticas com os Estados Unidos e a Grã-Bretanha ao longo de seu reinado. Entretanto, ataques franceses às cidades portuárias e a tomada da capital e do palácio real, em 1895, acabaram com a soberania e a autonomia política do secular reino.
Com a instalação do governo colonial francês, Rainilaiarivoni foi enviado para o exílio em Argel, enquanto Ranavalona e sua corte receberam permissão para permanecerem no país como meras figuras simbólicas. Contudo, a eclosão de um movimento popular de resistência - a Menalamba - e descoberta de intrigas políticas anti- francesas na corte, levaram os franceses a exilar a rainha na ilha da Reunião, em 1897. Rainilaiarivony morreu naquele mesmo ano e logo em seguida Ranavalona foi transferida para uma villa em Argel, juntamente com vários membros de sua família . Lá, a família real e seus servos passaram a receber um subsídio financeiro e gozavam de um padrão de vida confortável, incluindo viagens periódicas a Paris para fazer compras e passear. Apesar dos repetidos pedidos do Ranavalona, ela nunca obteve permissão para retornar a Madagascar. Morreu de uma embolia em Argel, em 1917, com a idade de 55 anos. Seus restos mortais foram inicialmente enterrados na capital argelina, mas foram trasladados 21 anos depois para Madagascar, onde foram depositados no túmulo da rainha Rasoherina, na Rova de Antananarivo e, posteriormente, na Colina Real de Ambohimanga.

## Primeiros anos
Razafindrahety nasceu em 22 de novembro de 1861, na aldeia Amparibe, perto de Antananarivo. Foi filha dos nobres (andrianas) Andriantsimianatra e Raketaka. Ela era sobrinha da princesa Ramoma, futura Ranavalona II e bisneta de Andrianampoinimerina, o unificador do reino de Merina e considerado o primeiro rei de Madagascar moderno. Na maior parte de sua infância ela foi cuidada por uma escrava que servia sua família.
Ainda na infância, ela foi levada para a corte da rainha Ranavalona II, sua tia e que lhe deu uma educação privilegiada pela Sociedade Missionária de Londres (LMS). Ela era descrita pelos professores como uma criança de mente brilhante, com um grande amor pela leitura e pela Bíblia. Além dos estudos, ela desenvolveu um profundo afeto por seus professores e tutores. Ela foi educada na adolescência na Congregational School of Ambatonakanga e na Friends High School for Girls e na LMS Girls 'Central School. Todas eram escolas de missionários britânicos no país. Ela foi batizada como protestante em 5 de abril de 1874, em Ambohimanga.
Se casou ainda nas adolescência, com o andriana Ratrimo, que faleceu anos depois em 8 de maio de 1883, sem terem gerado filhos e deixando-a viúva aos 21 anos. Segundo teorias seu marido teria sido morto envenenado por ordens do primeiro-ministro Rainilaiarovony, que planejava se casar com ela pois já sabia das grandes chances de ser eleita rainha após a morte da já fragilizada Ranavalona II. O primeiro-ministro era casado politicamente com Ranavalona II, tendo também já se casado com Rasoherina desde a Revolução Aristocrática de 1863, que ocorreu após o assassinato de Radama II. Após a morte do rei o poder do reino seria divido entre os andrianas (nobres) no trono e os hova (homens-livres) no parlamento.

## Reinado

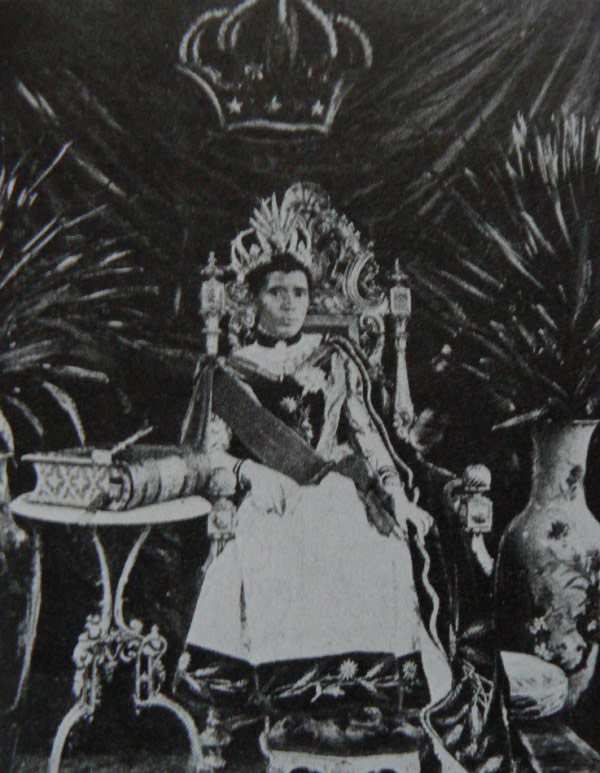
A rainha Ranavalona III em seu trono (c.1890).

A princesa assumiu o trono em 30 de julho de 1883, poucos dias após a morte de Ranavalona II. Ela assumiu o nome de Ranavalona III e se mudou para o Rova de Antananarivo, na casa de Tsarahafatra. Sua coroação ocorreu no bairro de Mahamasina, em Antananarivo, no dia 22 de novembro de 1883, mesmo dia de seu 22º aniversario. Em sua reverencia era proclamada “Sua Majestade Ranavalona III pela graça de Deus e pela vontade do povo, rainha de Madagascar e protetora das leis da Nação”. Ela foi recebida por 500 alunos do sexo masculino e 400 alunas do sexo femininos das melhores escolas da capital, onde as meninas a recebiam com vestidos brancos e os meninos com roupas de soldado. Ela foi vestida com um vestido de seda branca, com uma cauda vermelha e bordados e enfeites de ouro. Ela foi descrita na imprensa americana; 
"Ela está um pouco acima da altura normal e tem feições delicadas, sua pele é um pouco mais escura do que a da maioria de seus modelos. Ela parece bastante tímida e ela preside bem as funções solenes de sua corte."
Assim como suas antecessoras, Ranavalona III realizou um casamento político com o primeiro-ministro Rainilaiarivoni. Seu papel foi desde o principio quase inteiramente cerimonial, tendo a grande parte das decisões políticas nas mãos do primeiro-ministro, que era bem mais velho e experiente. Suas aparições públicas eram em grande parte para fazer discursos de inauguração de prédios públicos como hospitais, escolas ou igrejas. A tia de Ranavalona, Ramasindrazana era sua conselheira pessoal e teve grande influência na corte, assim como sua irmã Rasendranoro, que tinha uma relação de afeto muito forte com a soberana. Segundo um jornalista americano no país, a rainha passava a maior parte do tempo no Rova de Antananarivo empinando pipas ou jogando loteria, dentre outros jogos de salão como xadrez. Ela também fazia tricô, bordados e crochê, idealizando seus vestidos e acessórios para utilizar em aparições públicas ou em discursos no parlamento. Ela foi a única rainha malgaxe a se vestir habitualmente com roupas ocidentais importadas do Reino Unido e da França. Ela tinha muitos ajudantes, criados e amigos europeus ou americanos, sendo o mais famosos deles o seu médico pessoal francês, Dr. Marius Cazeneuve com que manteve um relacionamento amoroso por um tempo, promovendo uma grande influência do homem na corte.

### Guerra Franco-Hova

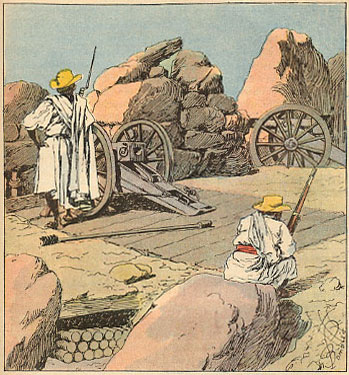
Soldados de Imerina na luta contra os franceses (1895)

Desde três anos antes da coroação de Ranavalona III, o Reino de Madagascar já estava em um momento de grande tensão com a França e o Reino Unido, que desde o início do século XIX disputavam pelo controle da ilha. Poucos meses antes da coroação de Ranavalona, em fevereiro de 1883 a costa noroeste foi bombardeada, sendo seguida pela invasão da cidade costeira de Mahajanga, no verão de 1883. Por causa desta ameaça, o primeiro-ministro Rainilaiarivony enviou cartas pedindo ajuda militar do tenente-coronel britânico Digby Willoughby, que havia lutado na Guerra Anglo-Zulu em 1879. O pedido foi recusado.
Ao longo deste período, o governo da nação malgaxe continuou a tentar negociar a paz com a França, que cada vez mais queria impor tratados desiguais para o país. Em dezembro de 1885 os franceses enviaram uma carta a Antananarivo na qual exigiam que fosse reconhecida a soberania francesa sobre a costa nordeste, ainda exigindo a entrega da região de Sankalava e uma indenização equivalente a um milhão e meio de francos. Este tratado foi ratificado pela rainha e pelo primeiro-ministro em janeiro de 1886.
Antes da ratificação, a rainha e o primeiro-ministro buscaram por termos de antigos tratados feitos com a França que garantissem a soberania do reino apesar dos direitos franceses sobre terras no país, ratificados na Carta Lambert de 1855, assinada pelo rei Radama II. Entretanto, os termos foram desconsiderados pelos franceses que inclusive em uma matéria jornalística de Paris, sequer mencionou as exigências do governo malgaxe. Logo após isso a França impôs um protetorado em Madagascar.

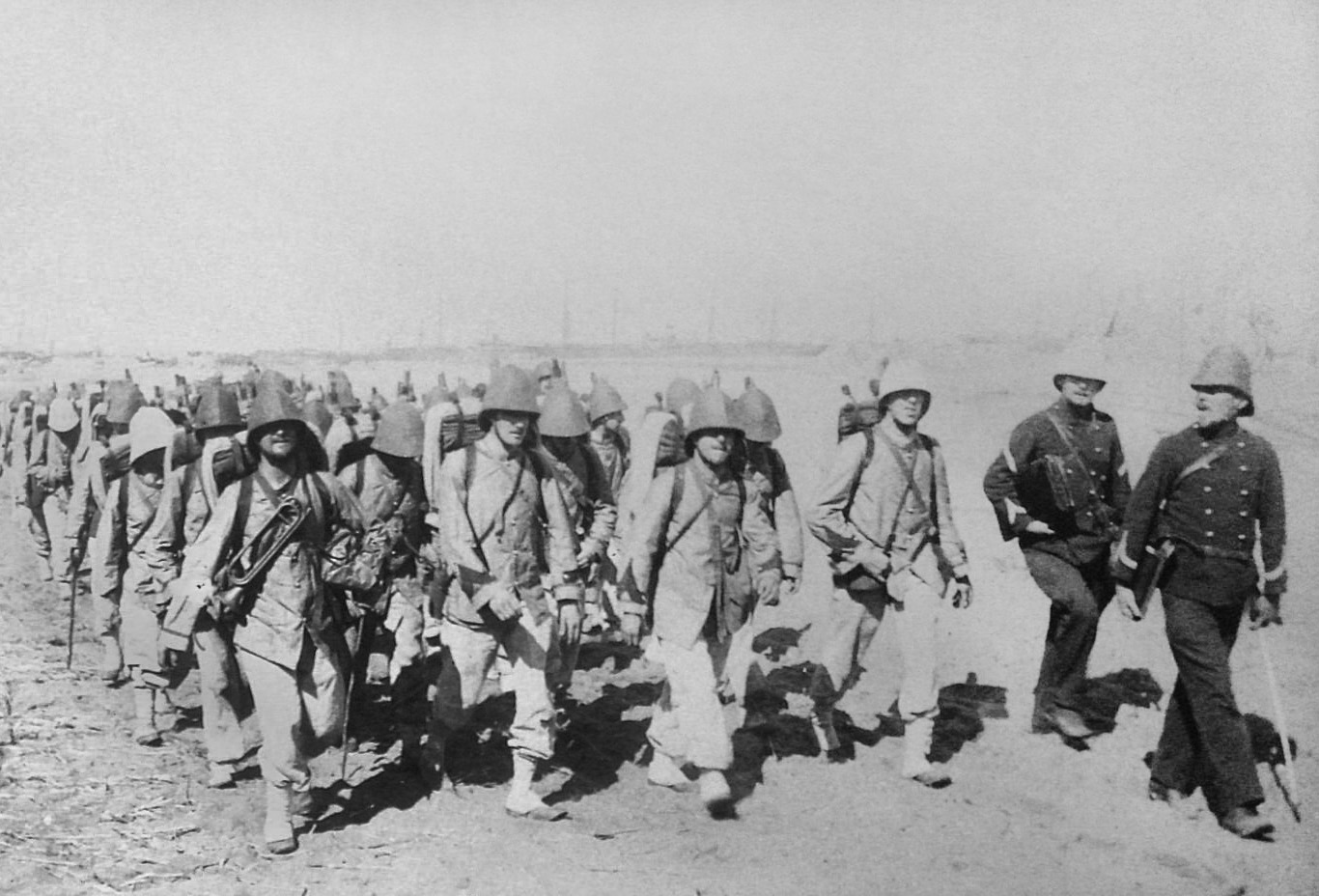
Soldados franceses em Madagascar (1895)

Em relação ao Reino Unido, o país não estava disposto a defender o reino, já que temia pelo não reconhecimento francês de certas possessões britânicas no Índico e na costa oriental da África. Por este motivo aos poucos também parou de reconhecer a rainha Ranavalona III como legítima governante de Madagascar, ainda que os governos dos Estados Unidos e da Alemanha ainda a reconhecessem formalmente como legitima soberana no país.
Em 1886 a rainha tentou solicitar uma ajuda aos Estados Unidos, enviando ao presidente Grover Cleveland um pacote de presentes como panos de seda local, um broche de marfim e uma cesta trançada. Mesmo assim, os americanos não estavam dispostos a ter rivalidades com a França, mesmo reconhecendo a soberania da ilha. Em 12 de dezembro de 1887 a rainha assinou um novo tratado com os franceses garantindo concessões na ilha.
O protetorado francês em Madagascar foi reconhecido oficialmente em 1890 pelo Reino Unido. A partir de então a França passou a reivindicar violentamente muitas terras na ilha, enviando forças expedicionárias em suas possessões na ilha. No mesmo ano o governo francês enviou o governador Charles Le Myre de Vilers para persuadir o governo malgaxe, exigindo que reconhecessem os direitos franceses sobre terras muito além daquelas já reconhecidas no tratado de 1887. Estas exigências foram prontamente recusadas pela rainha e pelo primeiro-ministro fazendo as relações entre a França e Madagascar serem cortadas em 1894.
Após encerrar as relações diplomáticas, os franceses bombardearam a cidade de Toamasina em dezembro de 1894, ainda capturando Mahajanga ao oeste em janeiro de 1895. Imediatamente começaram a invadir o interior da ilha, capturando pequenos povoados, cidades, fazendas e garantindo as posses de franceses residentes. Muitos soldados franceses acabaram se adoentando devido a doenças locais e a infestações de animais. Estima-se que entre 6 a 15 mil soldados franceses morreram devido as epidemias na ilha. Mesmo assim, isso não impediu os franceses de ocuparem a ilha por completo. O exercito francês na ilha chegou a Antananarivo em setembro de 1895, capturando o complexo do Rova e derrotando facilmente o já fraco exercito malgaxe. A rainha Ranavalona se rendeu após três dias e entregou oficialmente a soberania de Madagascar a França.

### Colonização e Exílio

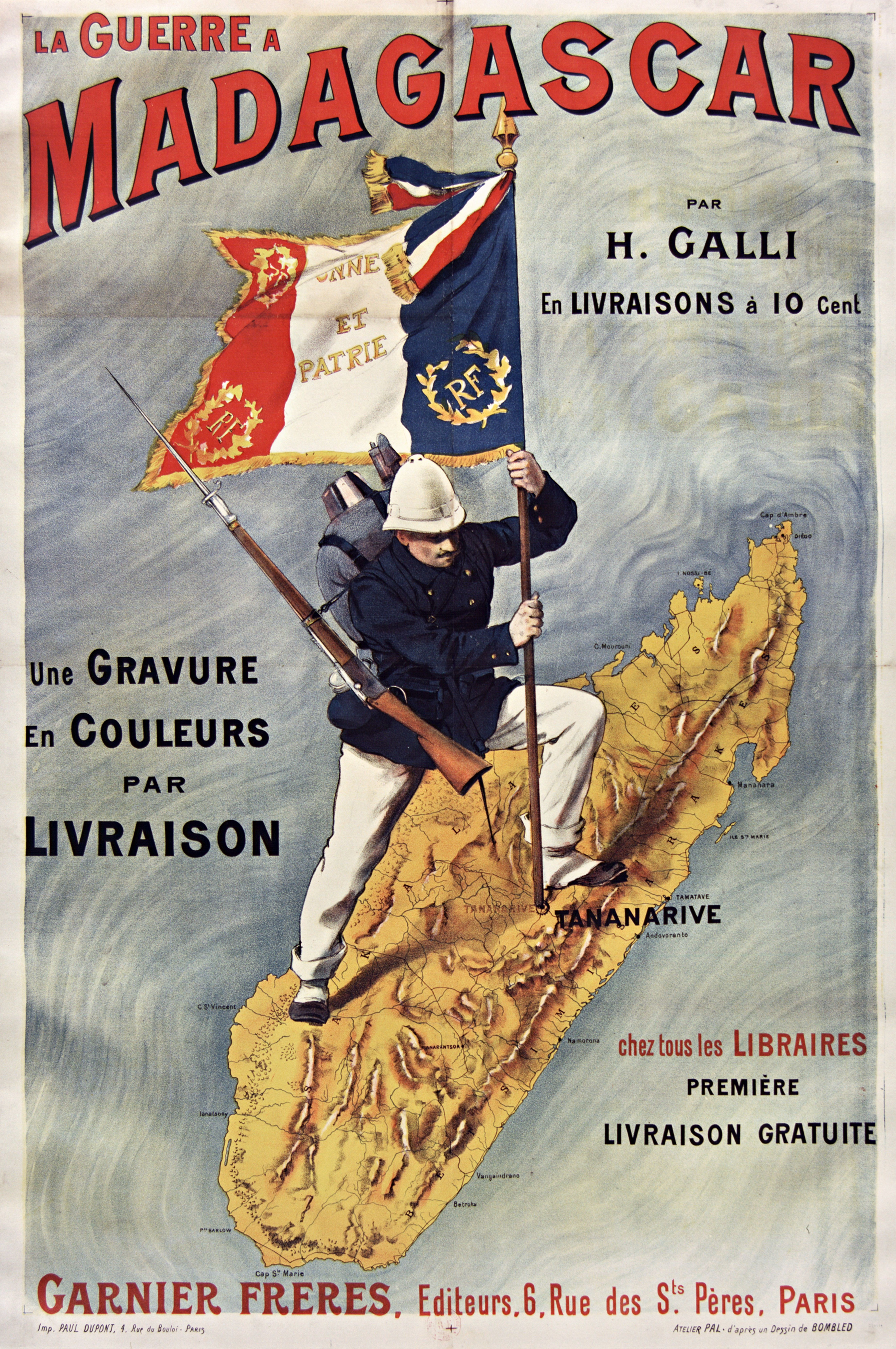

A ilha foi anexada oficialmente a Madagascar em 1 de janeiro de 1896. Em agosto de 1895 o primeiro-ministro Rainilaiarivoni é destituido do cargo e exilado para Argel, na Argélia Francesa, onde morreu no ano seguinte. Em relação á rainha, foi permitida sua permanência no país com a corte, porém sem representar um poder real no país e mantendo uma figura totalmente simbólica. O governo francês logo exigiu após a deposição de Rainilaiarivony que fosse eleito um novo primeiro-ministro, o qual provavelmente seria o general francês Jacques Duchesne. A rainha acreditou preocupada que seria obrigada a se casar com o francês, porém estava enganada e devido a isso nomeou seu ministro de relações exteriores Rainitsimbazafy como novo primeiro-ministro.
Apesar da ideia inicial ser de manter a monarquia malgaxe, os franceses passaram a relutar depois de que em dezembro de 1895 se iniciasse a rebelião menalamba, na qual camponeses e soldados vestidos com xailes vermelhos passaram a atacar e assassinar franceses em toda a ilha, ainda atacando possessões dos mesmos e em especial na capital Antananarivo. Apesar de tal movimento não ter nenhuma ligação direta com a rainha, a administração francesa viu a figura da monarca e de sua corte como inspiradoras para os revoltosos. Muitos nobres inclusive foram presos e julgados por supostas ligações com os rebeldes. Entre eles estava o tio da rainha, Ratsimamanga e seu ministro de guerra Rainandriamampandry. A tia da rainha, Ramasindrazana foi exilada para a ilha de Reunião por supostas ligações com os Menalamba, já que os franceses recusaram executar uma mulher da idade e posição dela.
Devido à revolta, o governo francês enviou um novo governador-geral, desta vez o militar Joseph Gallieni, que a obrigou a rainha e o resto da corte a entregar seus bens e posses ao governo, sendo tempo depois posta em prisão domiciliar no Rova de Antananarivo, saindo de lá apenas com a autorização de Gallieni.
Na madrugada do dia 27 de fevereiro de 1897 a rainha foi deposta do cargo de soberana por ordens de Gallieni, que no dia seguinte declarou a abolição da monarquia malgaxe. A rainha foi enviada para o exílio na ilha francesa de Reunião, onde já estava sua tia e sua irmã, além de sua sobrinha e herdeira Razafinandriamanitra de quatorze anos, que estava grávida de um soldado francês desconhecido. Madagascár seria transformada oficialmente em uma colônia do Império Colonial Francês.

## Vida no Exílio

#### Em Reunião

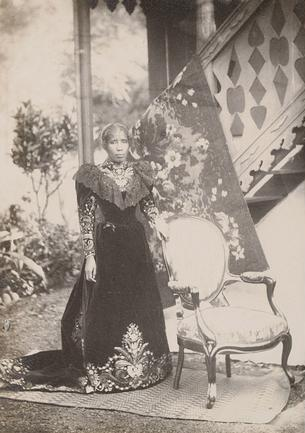
A exilada rainha em Reunião (1897)

A ex-rainha chegou a Saint Denis, capital de Reunião pelo navio La Peyrouse e foi recebida por uma multidão de franceses revoltados pelas perdas humanas na Guerra Franco-Hova. Ranavalona e sua família se hospedaram no Hotel de I’Europe, em Saint Denis acompanhada de sua tia, sua irmã e sua sobrinha que logo entrou em trabalho de parto devido à pressão emocional e física durante os últimos tempos. Ela deu à luz uma menina e faleceu seis dias depois. A menina foi batizada de Marie-Louise e foi adotada por Ranavalona, sendo batizada como católica para não rivalizar com os franceses. Ela foi criada como sua filha e poderia ter sido herdeira ao recentemente extinto trono malgaxe, já que era a pessoa mais próxima de sua linhagem.
Pouco tempo depois a ex-rainha se mudou para o interior da ilha, em uma casa de dois andares, com um grandes jardins e muros. Ela estava sob supervisão do governo francês e residia com sua tia, sua irmãs, duas secretárias, uma cozinheira e uma empregada domestica. Havia um pastor que também sempre ás visitava e mantinha uma grande amizade com as moradoras.
Ela viveu com sua família em Reunião por menos de dois anos, até que em 1899 foi movida de Reunião para Marselha, na França. O motivo foi que na época os malgaxes estavam muito insatisfeitos com a administração francesa, por isso os mesmos temiam que a proximidade da rainha com a ilha e Madagascar poderia encorajar os nativos a uma nova rebelião. Ainda havia uma questão com os britânicos, que até então reconheciam a soberania francesa sobre Madagascar, porém este reconhecimento estava ameaçado por questões entre franceses e britânicos no Sudão. Por estes dois motivos em 1° de fevereiro de 1899 Ranavalona e sua famílias foram enviadas para Marselha, onde durante a viagem de 28 dias passaram por portos em Zanzibar, Aden, Djibouti e Mayotte. Os capitães e marinheiros que escoltaram Ranavalona e sua família se encarregaram de proibir que todos falassem com qualquer um que não fosse francês em todas as paradas.
Ela ficou por uns meses e esperava seguir viagem para Paris, porém o governo mandou-a para a Argélia, em uma aldeia perto da capital Argel. Ranavalona ficou muito desapontada com o ocorrido, já que esperava se exilar na França. Ela teria dito em lagrimas para um capitão; "Quem tem certeza de amanhã? Ainda ontem eu fui uma rainha; hoje sou simplesmente uma infeliz mulher de coração partido.".

#### Em Argel

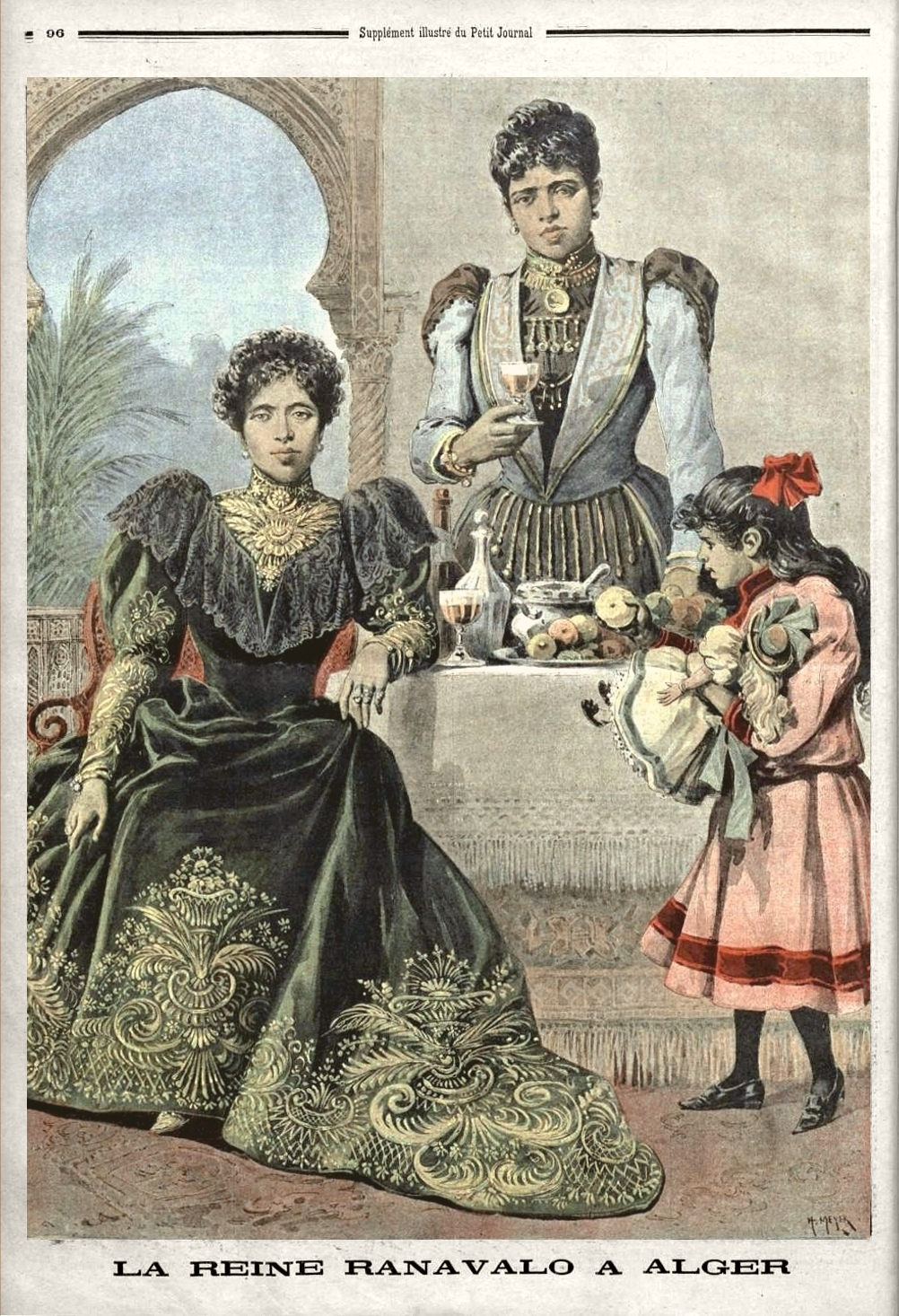
A rainha Ranavalona, com sua tia Ramasindrazana e sobrinha Marie-Louise em 1905.

A ex-rainha residiu em uma casa da vila perto de Argel. Ela era ainda supervisionada pelo governo francês e era servida por alguns empregados e uma empregada domestica francesa. Recebeu uma pensão da França de 25 mil francos anuais retirados de impostos de Madagascar, agora uma colônia francesa. Quase todas as propriedades e bens da rainha em Madagascar foram confiscados, tendo ela apenas direito a algumas joias.
Inicialmente ela viveu quase na pobreza, mas com o passar do tempo soube administrar seu dinheiro e passou a fazer parte da alta sociedade de Argel. Ela era sempre convidada para festas, passeios e eventos culturais, inclusive patrocinando eventos próprios. Ela visitou a França em 1901 após vários pedidos formais, onde foi muito bem recebida pela imprensa parisiense e foi uma grande atração na cidade durante os meses que esteve lá. Ela foi convidada para shows, bailes e foi presenteada com vestidos e joias, ainda recendo a autorização de visitar o Palácio de Versalhes. Passou também três semanas de férias em Bordeaux e visitou as praias em Arcachon. Ela voltaria a França por várias vezes nos anos seguintes, sempre sendo recebida por clamor pela população e pela imprensa, que a admirava simpatia pela nova vida após ter sido despojada de seu reino. Com a simpatia dos cidadãos franceses, o governo aumentou inicialmente sua pensão para 37 mil francos e depois para 50 mil francos. Ao final de tudo, ela se tornou uma celebridade em todo o país. Ela era convidada para festas, operas e ainda assistiu uma reunião no Ministério Colonial Francês. Sua última viagem a França foi em 1913 e sua pensão foi aumentada para 75 mil euros.
Entretanto, ela sempre deixou bem claro sua grande saudade de seu país, entrando em alguns momentos à beira da depressão por seus pedidos de retorno serem sempre negados pelo governo francês. Ela passou a frequentar semanalmente a Igreja Reformada em Argel, sendo ainda mais respeitada na cidade por isso. Com o início da Primeira Guerra Mundial em 1914, ela passou a ajudar com doações à Cruz Vermelha na Argélia.

## Morte
A última rainha de Madagascar faleceu em 23 de maio de 1917 com 55 anos de forma repentina, vitima de uma embolia pulmonar. Foi sepultada no cemitério de Santo Eugênio em Argel, ás 10h00 do dia 25 de maio. Seu funeral foi assistido por amigos pessoais, admiradores, colegas da cruz vermelha e membros da congregação, provenientes da elite cultural de Argel. Antes do horário de seu enterro, ás 9h da manhã já havia uma grande fila de pessoas que desejavam dar as condolências à família.
Poucos anos após sua morte em 1925 foi feita uma solicitação para reforma seu tumulo em Argel, que foi prontamente recusada pelo governo francês e pelo governo colonial em Madagascar. Em 1938 seus restos mortais foram levados para Madagascar, exumado e reenterrado no Rova de Antananarivo. Um incêndio na noite de 6 de novembro de 1995 danificou vários túmulos reais e grande parte do antigo palácio dos reis de Merina. Seu manto de lamba foi o único que pode ser salvo após o incêndio, sendo enterrado em sua honra perto da Colina Real de Ambohimanga.
Após a morte da ex-rainha, sua tia Ramasindrazana se mudou para os Alpes Marítimos, na França e faleceu poucos anos depois. Já sua sobrinha Marie-Louise cursou estudos na França e se tornou enfermeira, ajudando na Segunda Guerra Mundial e ganhando uma medalha na Legião da Honra. Ela faleceu em 18 de janeiro de 1948 sem deixar filhos, acabando com a linhagem oficial dos Imerina.

## Descendência
Algumas fontes afirmam que Ranavalona teve uma filha, também chamada Ranavalona, que pode ter sido reconhecida por alguns como a rainha no exílio. No entanto, o herdeiro aparente parece ser Randrianarisoa Charles, nascido em 1918, que teve oito filhos. É o tetraneto do rei Andrianampoinimerina, que governou entre 1787 e 1810. Outro membro interessante da casa real, é o músico Andy Razaf (1895-1973) cujo pai foi Henri Razafinkarefo, sobrinho de Ranavalona III. Ainda hoje há muitos descendentes de Andrianampoinimerina e parentes da Rainha Ranavalona III.